# مانابو موتشيزوكي
مانابو موتشيزوكي (باليابانية: 望月 学) (14 مارس 1975 في شيزوكا في اليابان – )؛ هو لاعب كرة قدم سابق كان يلعب كمدافع.